# Sylvain Jacques
Sylvain Jacques (* 1971 in Paris) ist ein französischer Schauspieler, Musiker und Komponist von Bühnen- und Filmmusik.

## Leben und Werk
Sylvain Jacques wurde als Schauspieler von Luc Bondy entdeckt, der ihn 1998 in seiner Inszenierung der Tragödie Phèdre am Théâtre de l’Odéon als Hippolyt – die männliche Hauptrolle des Stücks – besetzte. 1999 hatte er seine erste Filmrolle in dem mehrfach ausgezeichneten Spielfilm Wer mich liebt, nimmt den Zug von Patrice Chéreau.
1999 komponierte er seine erste Bühnenmusik für die Uraufführung des Dramas Täter von Thomas Jonigk am Hamburger Schauspielhaus, Regie Christina Paulhofer. In den folgenden Jahren arbeitete er regelmäßig mit Paulhofer zusammen. In der Folge hat er u. a. für Inszenierungen der Regisseure Rachida Brakni, Lucie Berelowitsch, Jérémie Lippmann, Jean-Louis Martinelli, Thomas Ostermeier, Thierry de Peretti, Christophe Rauck, Michael Serre und Gianni Schneider die Bühnenmusik komponiert. Seit 2003 komponiert er auch Filmmusik.
2003 gründete er mit Nicolas Baby von der Fédération francaise de funk (FFF) das Musikduo The Ensemble, das 2004 sein erstes Album veröffentlichte.

## Filmografie
- 1998: Wer mich liebt, nimmt den Zug (Ceux qui m’aiment prendront le train)
- 2000: Mamirolle
- 2000: Vernissage
- 2001: Les Fantômes de Louba
- 2003: Sein Bruder (Son frère)
- 2004: Vendues
- 2020: Der Nachtarzt (Médecin de nuit)
- 2021: Enthüllung einer Staatsaffäre (Enquête sur un scandale d’état)